# Џеферсон (Северна Каролина)
Џеферсон (енгл. Jefferson) град је у америчкој савезној држави Северна Каролина.

## Демографија
По попису из 2010. године број становника је 1.611, што је 189 (13,3%) становника више него 2000. године.
| Група             | 2000.         | 2010.         |
| Белци             | 1.340 (94,2%) | 1.415 (87,8%) |
| Афроамериканци    | 20 (1,4%)     | 20 (1,2%)     |
| Азијати           | 5 (0,4%)      | 17 (1,1%)     |
| Хиспаноамериканци | 53 (3,7%)     | 146 (9,1%)    |
| Укупно            | 1.422         | 1.611         |